# 個人ニュースサイト
個人ニュースサイト（こじんニュースサイト）とは個人が運営するWebページで、主にWeb上にソースのあるニュースをそのURLにコメントを添えて読者に紹介するサイトである。1日1回以上の頻度で更新されることが多い。単にニュースサイトと呼ばれる場合もある。

## 概要
ブログによく似ているが、運営者の意見を伝えるためというよりはむしろニュースを紹介することの方に主眼が置かれ、ブログと比較してコメントが短く、紹介するニュースの数が多い場合が多い。
マスコミなどの情報元サイトを「親ニュース（親サイト）」、それを選別して紹介するニュースサイトを「子ニュースサイト」、さらにそこを情報源にしてニュースを紹介するサイトを「孫ニュースサイト」と呼ぶ。孫ニュースサイトはアニメや漫画などの感想・批評を発表していたサイトがニュースも取り扱うようになったことで、ニュースサイト化した例が多い。当時は親ニュースサイトが新聞などで出した情報の一部をウェブに載せるだけで、その内容も社会的な事件が多く気軽に楽しみづらいものだったのに対し、個人ニュースサイトは娯楽・サブカルチャーなど専門的な領域で個性的なニュースを収集・発信した。
個人ニュースサイトは1990年代末期から「ムーノーローカル」、「裏ニュース!」、「アニオタニュース」などが人気を集めていたが、特に2001年から孫ニュースサイトが乱立し、その中でも「俺ニュース」、「かーずSP」、「カトゆー家断絶」などが著名であった。しかし、ウェブ全体の情報量の増加、親ニュースサイト側の充実、ブログなど旧来のように個人がHTMLを直接弄らずに済むシステムの普及が進むと、個人の力では対応が難しいことから次第に下火になり、2000年代半ばを過ぎると多くが停止した。